# KNLO
Akena Lohamba Okoko, mieux connu sous le nom de scène de KNLO, est un rappeur et beatmaker québécois. L’artiste propose un hip-hop avec des sonorités de soul et de funk, africaines et caribéennes. Il est membre du collectif de hip-hop Alaclair Ensemble. 

## Biographie
Né d'un père congolais et d’une mère québécoise, KNLO grandit à Québec dans le quartier de Sainte-Foy. Entre 2007 et 2012, celui-ci publie une série de disques expérimentaux et indépendants sous le pseudonyme de Kenlo Craqnuques. Chacun de ces albums porte le titre d'une couleur spécifique (Noir en 2007, Bleu et Mauve en 2008, Orange et Rose en 2009, Brun en 2010, Turquoise en 2011, Forêt boréale et Tomates en 2012). Au même moment, il rencontre d'autres rappeurs et réalisateurs de la scène musicale de Québec, notamment Eman, Ogden, Mash, Maybe Watson, ainsi que Claude Bégin. Ce dernier est propriétaire d'un studio d'enregistrement où ceux-ci ont l'habitude de créer. Cette rencontre artistique mènera à la création du collectif Alaclair Ensemble.
En parallèle des succès d'Alaclair Ensemble, KNLO produit plusieurs projets solo, tant sous son pseudonyme principal que sous son alias de beatmaker, KenLo Craqnuques. La majorité des projets seront produits avec l'aide de VLooper, beatmaker du groupe Alaclair Ensemble, ainsi que Caro Dupont, sa copine, qui incorpore sa voix et des extraits de flute à différentes pièces.
En 2016, Okoko publie son premier album studio, Long jeu. Celui-ci, produit par le label Disques 7ième Ciel, récolte une nomination dans la catégorie « Album rap de l'année » aux 39e gala des prix Félix. Individuellement, KNLO est nommé comme révélation de l'année lors du même gala.
En 2019, il publie Sainte-Foy, son deuxième album solo. Reconnu pour le métissage « des saveurs du hip-hop américain, de la scène rap québécoise et des rudiments de la musique jamaïcaine », ce disque remporte le prix Félix de l'Album rap de l’année lors du 42e gala des prix Félix. Conjointement à la publication de l'album, Okoko rédige Sainte-Foy, un recueil de poésie publié aux Éditions de Ta Mère. Dans celui-ci, l'auteur raconte certains souvenirs de jeunesse propres à son enfance dans ce quartier de Québec.
En 2020, KNLO dévoile l'album surprise Club Mixtape 2020. L'œuvre, considéré comme « un assemblage d’idées, d’ambiances et de talents », récolte une nomination dans la catégorie « Album de l'année (Rap) » au 43e gala des prix Félix. 
En 2021, Okoko publie son quatrième album solo, Sac à surprise. L'album est nommé dans la catégorie « Album de l'année (Rap) » au 44e gala des prix Félix. KNLO récole également une nomination dans la catégorie « vidéoclip de l'année » pour sa pièce Ça appelle
En 2023, KNLO publie son cinquième album, 438, nommé en référence au code régional de la ville de Montréal. Selon le quotidien Le Devoir, cet album est « esthétiquement moins éparpillé et plus réfléchi sur le plan des textes ».

## Distinctions
- 2020 : Lauréat du prix Félix de l'album rap de l'année pour Sainte-Foy[réf. nécessaire].